# 69-та армія (СРСР)
Шістдеся́т девя'́та а́рмія (69 А) — загальновійськова армія у складі Збройних сил СРСР під час Німецько-радянської війни з лютого 1943 по серпень 1945.

## Командування
- Командувачі:
  - генерал-лейтенант Казаков М. І. (лютий — березень 1943);
  - генерал-майор, з червня 1943 генерал-лейтенант Крючонкін В. Д. (березень 1943 — квітень 1944);
  - генерал-лейтенант, з листопада 1944 генерал-полковник Колпакчи В. Я. (квітень 1944 — до кінця війни).